# Kevin Nash
Kevin Scott Nash (født 9. juli 1959) er en amerikansk wrestler, der har wrestlet i flere af USA's førende wrestlingpromotions, heriblandt World Championship Wrestling (WCW), World Wrestling Federation (WWF/WWE) og Total Nonstop Action Wrestling (TNA). Pro Wrestling Illustrated anerkender ham som tidligere seksdobbelt verdensmester.
Efter mindre succes i WCW fik Kevin Nash sit gennembrud under ringnavnet Diesel i WWF i midten af 1990'erne, hvor han var årtiets længst siddende verdensmester. I 1996 forlod han dog WWF og vendte tilbage til WCW, hvor han blev en af stifterne af heel-gruppen New World Order (nWo) sammen med Hulk Hogan og Scott Hall. I WCW vandt han VM-titlen yderligere fem gange mellem 1998 og 2000.
I 2002 vendte han tilbage til WWE, men en skade forhindrede hans comeback sammen med nWo. Fra 2004 til 2010 wrestlede Kevin Nash i TNA.
Foruden sine seks VM-titelsejre har han også vundet VM-titlen for tagteams 11 gange (WCW World Tag Team Championship ni gange og WWF Tag Team Championship to gange), WWF Intercontinental Championship og TNA Legends Championship. I 1998 vandt han også WCW's World War 3 (en battle royal med 60 deltagere).
I 2015 blev Kevin Nash optaget i WWE Hall of Fame.

## Biografi

### World Championship Wrestling (1990-1993)
Før wrestling var Kevin Nash udsmider på et diskotek. Han spillede også en overgang basketball. Kevin Nash debuterede som wrestler i WCW, hvor han først kæmpede som den farverige Steel, der var den ene halvdel af tag teamet Master Blasters. Herefter fik han rollen som Oz, der var baseret på historien om The Wizard of Oz. Sidst fik han rollen som Vinnie Vegas, en slags gambling figur.

### World Wrestling Federation (1993-1996)
I WWF debuterede Nash som Diesel, bodyguard til Shawn Michaels. Han forlod senere Shawn, og kæmpede mod ham. Han vandt verdensmesterskabet, og ved WrestleMania XI forsvarede han titlen mod Shawn Michaels, mens han havde Pamela Anderson ved sin side. Diesel og Michaels lagde dog fortiden bag sig, og taggede som Two Dudes With Attitude. Diesel blev dog "bad guy" igen, i slutningen af 1995 da han efter at have mistet titlen til Bret Hart, gik amok og angreb Hart voldsomt. Før WrestleMania XII i marts 1996 havde Nash og Scott Hall, der på det tidspunkt wrestlede som Razor Ramon i WWF, begge gået med til at springe over til den mindre succesfulde konkurrent, WCW, så snart deres kontrakter udløb. Det gjorde de i sommeren 1996, og deres job i WWF sluttede på meget kontroversiel vis, da Nash, Hall, Triple H og Shawn Michaels (som var fjender på tv) mødtes efter en kamp i ringen, for at sige farvel til hinanden foran kameraerne og publikum. Dette gjorde WWF bestyrelsen rasende, men Nash og Hall modtog ingen straf da det var deres sidste arbejdsdag.

### World Championship Wrestling (1996-2001)
Nash og Hall dukkede op i WCW som "outsidere", der kom fra "det andet firma", for at overtage WCW. De blev ved med at afbryde kampe, og overfalde WCW wrestlere, og ved WCW Bash at the Beach 1996, tilsluttede superhelten Hulk Hogan sig de to, og blev for første gang i over 15 år en "bad guy". Trioen kæmpede som nWo, og gruppen voksede og voksede da flere og flere wrestlere tvivlede på deres fremtidige karriere, hvis ikke de tilsluttede sig nWo. Det lykkedes endda nWo at overtage WCW en overgang, men WCW overtog magten igen. I 1998 begyndte nWo at splitte indbyrdes, da Nash ikke fandt sig i Hogans tyranni. Nash dannede sit eget nWo, som Lex Luger, Randy Savage og Sting også tilsluttede sig. Holdet blev hurtigt fan favoritter, mens de kæmpede mod Hogans nWo. Nash vandt i slutningen af året verdensmesterskabet fra Goldberg, og endte hans sejrsrække, hvilket anerkendes som meget kontroversielt da Nash sad i bookingteamet da det skete. I starten af 1999 blev nWo slået sammen igen, men dette eksisterede ikke i lang tid, og nWo døde langsomt ud. Nash blev igen en "good guy", og vandt WCW titlen igen, denne gang fra Diamond Dallas Page. I slutningen af 1999 blev nWo igen dannet, denne gang med Jeff Jarrett, Bret Hart og Scott Steiner. Nash blev dog skadet i starten af 2000, og den nye version af nWo blev også langsomt droppet. Nash vendte tilbage da Vince Russo og Eric Bischoff overtog, og indledte en kort "Powerbomb"-fejde med Mike Awesome. Herefter indledte han en fejde med New Blood, og især Jeff Jarrett der var daværende WCW mester. Nash indledte endnu en fejde med Goldberg, der nu var "bad guy". De mødtes ved WCW Bash at the Beach 2000, hvor Scott Halls (der var Nash' bedste ven) kontrakt var på spil. Goldberg vandt denne kamp. Kort tid efter byttede alting rundt, og Nash blev pludselig en "bad guy". Han vandt WCW titlen en kort overgang fra Booker T, og blev herefter "coach" for Natural Born Thrillers. Efter noget tid sparkede hans elever ham dog ud af gruppen, og Nash dannede The Insiders med Diamond Dallas Page, og sammen vandt de tag titlerne. I februar 2001 tabte Kevin Nash en kamp til Scott Steiner, hvor hans karriere var på spil.

### World Wrestling Entertainment (2002-2003)
Kevin Nash vendte tilbage til WWE i februar 2002, som medlem af nWo da Vince McMahon havde bragt dem ind i WWE for at udslette Ric Flair. Dette nWo bestod af de tre oprindelige medlemmer, men Hogan forlod gruppen for at blive en "good guy", og Scott Hall blev fyret pga. alkoholiske problemer. X-Pac, Shawn Michaels, Booker T og Big Show blev nye medlemmer, men nWo gruppen blev droppet da Kevin Nash blev alvorligt skadet. Nash vendte tilbage i april 2003, og gik efter Triple H og hans mesterskabstitel. Nash fik to titelkampe, ved WWE Judgment Day 2003 og WWE Bad Blood 2003, men begge gange trak Triple H det længste strå. Nash tabte en "hair vs. hair" kamp til Chris Jericho, og fik klippet sit lange hår af. Nash deltog i sommerens WWE Summerslam 2003 i en Elimination Chamber, men forlod derefter WWE og takkede nej til et job tilbud som booker.

### Total Nonstop Action Wrestling (2004-2010)
I 2004 dukkede Nash op i TNA, og dannede Kings of Wrestling med Jeff Jarrett og Scott Hall. En gruppe der mindede meget om nWo. Nash havde dog ikke mange mindeværdige øjeblikke i denne periode. I 2005 blev det annonceret at Nash fik den store titelkamp mod Jeff Jarrett ved det store TNA Bound for Glory 2005, men Nash blev skadet og kunne ikke deltage. I 2006 vendte Nash tilbage til TNA i form af en "comedy" figur. Nash, der vejer langt over 100 kg, og er over 2 meter høj, påstod at han var langt mere atletisk end alle wrestlerne i TNAs X-Division. Dette resulterede i en række komiske øjeblikke, hvor Nash udfordrede de små wrestlere. Ved TNA Bound for Glory 2006 arrangerede Nash en "Kevin Nash cup", for alle de små wrestlere. Denne blev vundet af Austin Starr. Kevin Nash er i de senere år blevet rost meget for hans komiske arbejde i TNA, og hans fortid som kontroversiel booker og middelmådig wrestler er gået lidt i glemmebogen.

### World Wrestling Entertainment (2011-2015)
Kevin Nash vendte tilbage til WWE ved Royal Rumble under ringnavnet Diesel og havde farvet sit grå hår sort. Han kom ind i ringen som nr. 32 og blev hurtigt derefter elimineret af Wade Barrett. Fans råbte dog højlydt på Diesel, mens han var i ringen, og hans comeback var en succes. Ikke desto mindre betød dette umiddelbart ikke i et comeback til Diesel.
I august 2011 vendte Kevin Nash dog uventet tilbage til ringen igen under sit eget navn under WWE's SummerSlam. Efter VM-titelkampen mellem CM Punk og John Cena kom Nash fra tilskuerrækkerne ud i ringen og lavede en powerbomb på den nye, ubestridte verdensmester CM Punk. Nash forsvandt hurtigt igen, da kampens dommer, Triple H, opdagede ham og løb efter ham. Lige efter kom Alberto Del Rio til ringen og brugte sin VM-titelkontrakt, som han havde vundet ved WWE's Money in the Bank, og besejrede CM Punk.
I 2015 blev Kevin Nash optaget i WWE Hall of Fame i forbindelse med WrestleMania 31.

## VM-titler
Kevin Nash er en seksdobbelt verdensmester. Han har vundet WWF Championship én gange i World Wrestling Federation under ringnavnet Diesel og WCW World Heavyweight Championship fem gange i World Championship Wrestling.
| Nr. | VM-titel                           | Modstander          | Org. | Dato              | Show             | Dage | Efterfølger     |
| --- | ---------------------------------- | ------------------- | ---- | ----------------- | ---------------- | ---- | --------------- |
| 1   | WWF Championship                   | Bob Backlund        | WWF  | 26. november 1994 | Liveshow         | 358  | Bret Hart       |
| 2   | WCW World Heavyweight Championship | Goldberg            | WCW  | 27. december 1998 | Starrcade        | 8    | Hollywood Hogan |
| 3   | WCW World Heavyweight Championship | Diamond Dallas Page | WCW  | 9. maj 1999       | Slamboree        | 63   | Randy Savage    |
| 4   | WCW World Heavyweight Championship | Ledig1              | WCW  | 25. januar 2000   | WCW Thunder      | 0    | Sid Vicious     |
| 5   | WCW World Heavyweight Championship | Jeff Jarrett        | WCW  | 23. maj 2000      | WCW Thunder      | 6    | Ric Flair2      |
| 6   | WCW World Heavyweight Championship | Booker T            | WCW  | 28. august 2000   | WCW Monday Nitro | 20   | Booker T        |

1 Kevin Nash var på dette tidspunkt kommissær i WCW og forærede VM-titlen til sig selv, efter at han har frataget Sid Vicious titlen.

2 Kevin Nash forærede sin VM-titel til Ric Flair.

## Filmografi
- The Punisher (2004)